# Svorní gambusíni
Svorní gambusíni byl komiks Jaroslava Foglara, vycházející v letech 1943–1944 v časopisu Správný kluk. Kreslířem byl Bohumír Čermák. Svorní gambusíni byli čtenářským klubem v rámci protektorátní mládežnické organizace Kuratorium pro výchovu mládeže v Čechách a na Moravě. Foglar Svorné gambusíny vytvořil poté, kdy v roce 1941 přestaly vycházet Rychlé šípy a při rozhlasové tvorbě se mu v rámci Klubu zvídavých dětí žádný komiks prosadit nepodařilo.

## Členové klubu a jeho příhody
Chlapci se společně účastní Povinné služby mládeže a bojují o ztracený míč s konkurenční partou. 
Členy Svorných gambusínů byli:
- Štika (vedoucí klubu)
- Permoníček
- Venda
- Medvídě

## Označení klubu
Foglar, libující si v různých slovních hříčkách, použil pro označení tohoto svého čtenářského klubu španělské slovo „gambusino“, což bylo označení pro zlatokopa
nebo dobrodruha. Objevovalo se i v laciných románech, které Foglar s oblibou četl. Bylo to oblíbené Foglarovo slovo. Jako „gambusíny“ označoval i hochy ze svého oddílu.